# Клон (генетика)
У генетиці, клон — точна копія повної або частини макромолекули — носія інформації (звичайно ДНК). Клонування гену означає витягнення гену з одного організму (наприклад, за допомогою PCR) і вставлення його у інший організм (зазвичай за допомогою вектора), де він може використовуватися і вивчатися. Іноді клонуванням у генетиці називають не пересадку гену, а успіх у виявленні гену, що відповідає за певну рису фенотипу, а його пересадка є лише побічним ефектом такої ідентифікації. Сам процес пересадки точніше називати субклонуванням.